# Banda proibita diretta e indiretta

Energia in funzione del momento per un semiconduttore con banda proibita indiretta, per evidenziare che un elettrone non può compiere la transizione dal potenziale maggiore nella banda di valenza (rosso) allo stato di minor potenziale nella banda di conduzione (verde) senza una variazione di momento, eventualmente con l'assistenza di un fonone.

Energia in funzione del momento in un semiconduttore con banda proibita diretta, per evidenziare come un elettrone può passare dallo stato di maggiore energia nella banda di valenza (rosso) allo stato di minore energia nella banda di conduzione (verde) senza variazione del momento cristallino. Lo schema rappresenta una transizione in cui un fotone eccita un elettrone dalla banda di valenza alla banda di conduzione.

Nella fisica dei semiconduttori, una banda proibita indiretta, detta anche bandgap indiretta, è una banda proibita nella quale l'energia minima nella banda di conduzione è spostata di un vettore k relativo alla banda di valenza. Il vettore-k differenza rappresenta una differenza di quantità di moto.
Viceversa, nelle strutture a banda proibita diretta il momento cristallino dell'elettrone (vettore d'onda dell'e- di Bloch) nella banda di valenza e la banda di conduzione è lo stesso; nel rientro l'elettrone può emettere un fotone perché non deve cedere momento alla struttura.
In alcuni materiali con banda proibita indiretta il valore della banda proibita è negativo, perciò il massimo della banda di valenza è più alta del minimo della banda di conduzione. Tali materiali sono conosciuti come semimetalli.
Sono materiali a banda diretta il silicio amorfo e alcuni materiali III-V come InAs e GaAs. I materiali a banda indiretta includono il silicio monocristallino e il Ge, e alcuni composti III-V, tra cui AlSb.

## Luce emessa ed assorbita
I semiconduttori che posseggono una banda proibita indiretta sono inefficienti nell'emissione di luce.
Ciò perché ogni elettrone presente nella banda di conduzione si assesta velocemente all'energia minima di quella banda. Questi ultimi richiedono una minima fonte di momento che gli permetta di superare la soglia e di cadere nella banda di valenza. I fotoni posseggono poco momento in confronto a questo livello di energia. Il "calcio" di momento di un fotone emesso o assorbito è trascurabile e le transizioni dirette sono per la maggior parte 'verticali' nello spazio k. 
Dato che l'elettrone non può riguadagnare la banda di valenza per ricombinazione radiante, gli elettroni della banda di conduzione resistono molto tempo prima di ricombinarsi in modi meno efficienti. Il silicio è un semiconduttore a banda proibita indiretta, perciò non è generalmente utile nei diodi LED o diodi laser.
Comunque, nel silicio, le ricombinazioni indirette (non radiative) possono avvenire in difetti puntuali o in irregolarità ai bordi (superficiali). Se agli elettroni eccitati è impedito il raggiungimento di questi siti di ricombinazione, essi non hanno altre possibilità che ricadere nella 
banda di valenza attraverso un processo radiativo. Questo può essere realizzato creando un circolo di dislocazione nel silicio. Al bordo di questo circolo, i piani al di sopra e al di sotto del "disco di dislocazione" sono tirati all'esterno, creando una pressione negativa, che innalza l'energia della banda di conduzione in modo sostanziale, facendo in modo che gli elettroni non possano superare questo bordo. A patto che l'area direttamente sopra il disco di dislocazione sia privo di difetti (inibendo così le ricombinazioni non-radiative), gli elettroni ricadranno nel guscio di riposo mediante ricombinazioni radiative, ossia emettendo luce. Questo principio è la base per la realizzazione dei DELED (Dislocation-Engineered LED).
Allo stesso modo l'assorbimento della luce ad una gap indiretta è molto più debole che ad una diretta. Poiché nel processo di emissione devono valere entrambe le leggi di conservazione dell'energia e del momento, l'unico modo per promuovere un elettrone dal massimo della banda di valenza al minimo della banda di conduzione è di emettere (o assorbire) simultaneamente un fonone che compensi il momento mancante: questa transizione combinata (del secondo ordine) ha una probabilità molto minore. 
L'assorbimento (colore) di un materiale a gap indiretta di solito dipende dalla temperatura più che per un materiale a gap diretta, perché a basse temperature (per esempio 4 K) i fononi non sono disponibili per un processo combinato (vibronico). Per esempio il silicio comincia a trasmettere luce rossa a queste temperature, perché i fotoni rossi non hanno energia sufficiente per un processo diretto. 